# 神権政治
神権政治（しんけんせいじ、ギリシア語: θεοκρατια）またはシオクラシー（英語: theocracy）とは、国家の政体の一種で、特定宗教を統括する組織と、国家を統治する機構が実体的に同等な場合のことである。神政政治、神聖政治（しんせいせいじ）とも呼ばれる。対比概念は世俗主義である。
ウェブスター辞典においては「神の直接の導きによる、または神に導かれたと看做された高官による国家の統治」と定義している。

## 概要
古典ギリシア語で「神」を意味するtheos (θεος)と、「支配する」という意味の動詞 kratein (κρατειν) から派生した名詞 kratia (κρατια) との合成語であり、文字通りの意味は「神による支配」である。ユダヤ社会を指して、フラウィウス・ヨセフスが初めて用いたとされる。現代においては、バチカン市国が該当する。